# Raveniola pontica
Raveniola pontica là một loài nhện trong họ Nemesiidae.
Raveniola pontica được miêu tả năm 1937 bởi Spassky.